# Григорівська волость (Олександрійський повіт)
Григорівська волость — історична адміністративно-територіальна одиниця Олександрійського повіту Херсонської губернії.
Станом на 1886 рік складалася з 13 поселень, 13 сільських громад. Населення — 2588 осіб (1292 чоловічої статі та 1296 — жіночої), 496 дворових господарств.
|                     | Площа, десятин | У тому числі орної, дес. |
| ------------------- | -------------- | ------------------------ |
| Сільських громад    | 2172           | 2162                     |
| Приватної власності | 6211           | 5439                     |
| Казенної власності  | —              | —                        |
| Іншої власності     | 53             | 33                       |
| Загалом             | 8436           | 7634                     |

Найбільші поселення волості:
- Григорівка — село при річці Цибульник за 35 верст від повітового міста, 413 осіб, 79 дворів, православна церква, школа та лавка.
- Яремівка — село при річці Цибульник, 303 особи, 54 двори, лавка.